# Campeonato Mundial de Pilotos de Fórmula 1
| Fórmula 1 Mundial de Pilotos • Mundial de Constructores Grandes Premios • Circuitos • Pilotos • Motores • Reglamentación • Puntuaciones • Neumáticos Historia Antecedentes • 1950-1999 • 2000- Récords • Récords de pilotos |
| Portal:Fórmula 1 |

El Campeonato Mundial de Pilotos es otorgado por la Federación Internacional del Automóvil al piloto de Fórmula 1 más exitoso de la temporada, determinado por el sistema de puntuación en relación con los resultados de los Grandes Premios. El primer Campeonato Mundial de Pilotos fue otorgado en la temporada 1950 a Giuseppe Farina. El primer piloto en ganar más de un campeonato fue Alberto Ascari en 1952 y 1953.
La FIA declara oficialmente al campeón al final de la temporada, pero se dice que un piloto "asegura" el campeonato cuando ningún otro tiene posibilidad de acumular más puntos que él, incluso si puntuara el máximo en todas las carreras restantes de la temporada. El piloto que ha asegurado el campeonato con mayor anticipación ha sido Michael Schumacher en la temporada 2002, cuando aún restaban seis carreras por disputar. 
Treinta y cuatro pilotos distintos han ganado el campeonato, con Michael Schumacher ostentando las plusmarcas de siete títulos en total y cinco títulos consecutivos en las temporadas entre 2000 a la de 2004. En 2020 Lewis Hamilton igualó la plusmarca de siete títulos del piloto alemán y pulverizó casi todos los récords de la competición,  estadísticamente está considerado el mejor piloto de la historia de la Fórmula 1.  
El vigente campeón del mundo es el neerlandés Max Verstappen, que, en la última carrera de 2021, evitó el récord histórico de más mundiales de la historia (ocho) a Lewis Hamilton. En 2022 ha revalidado su título de la Temporada 2021 de Fórmula 1, a falta de 4 Grandes Premios. En el último GP de México ha conseguido superar el mayor número de victorias en una sola temporada (15), superando a Michael Schumacher y Sebastian Vettel (13 cada uno).

## Por temporada
| Año  | Piloto             | Escudería                                 | Chasis       | Motor             | Neu. | Poles | Victorias | Podios | VR | Puntos | As.      | Margen |
| ---- | ------------------ | ----------------------------------------- | ------------ | ----------------- | ---- | ----- | --------- | ------ | -- | ------ | -------- | ------ |
| 1950 | Giuseppe Farina    | Alfa Romeo SpA                            | 158          | Alfa Romeo        | P    | 2     | 3         | 3      | 3  | 30     | 7 de 7   | 3      |
| 1951 | Juan Manuel Fangio | Alfa Romeo SpA                            | 159          | Alfa Romeo        | P    | 4     | 3         | 5      | 5  | 31     | 8 de 8   | 6      |
| 1952 | Alberto Ascari     | Scuderia Ferrari                          | 500          | Ferrari           | F    | 5     | 6         | 6      | 6  | 36     | 6 de 8   | 12     |
| 1953 | Alberto Ascari     | Scuderia Ferrari                          | 500          | Ferrari           | P    | 6     | 5         | 5      | 4  | 34.5   | 8 de 9   | 6.5    |
| 1954 | Juan Manuel Fangio | Officine Alfieri Maserati Daimler Benz AG | 250F W196    | Maserati Mercedes | P    | 5     | 6         | 7      | 3  | 42     | 7 de 9   | 16.9   |
| 1955 | Juan Manuel Fangio | Daimler Benz AG                           | W196         | Mercedes          | C    | 3     | 4         | 5      | 3  | 40     | 6 de 7   | 16.5   |
| 1956 | Juan Manuel Fangio | Scuderia Ferrari                          | D50          | Ferrari           | E    | 6     | 3         | 5      | 4  | 30     | 8 de 8   | 3      |
| 1957 | Juan Manuel Fangio | Officine Alfieri Maserati                 | 250F         | Maserati          | P    | 4     | 4         | 6      | 2  | 40     | 6 de 8   | 15     |
| 1958 | Mike Hawthorn      | Scuderia Ferrari                          | 246          | Ferrari           | E    | 4     | 1         | 7      | 5  | 42     | 11 de 11 | 1      |
| 1959 | Jack Brabham       | Cooper Car Company*                       | T51          | Climax            | D    | 1     | 2         | 5      | 2  | 31     | 9 de 9   | 4      |
| 1960 | Jack Brabham       | Cooper Car Company*                       | T51, T53     | Climax            | D    | 3     | 5         | 5      | 3  | 43     | 8 de 10  | 9      |
| 1961 | Phil Hill          | Scuderia Ferrari*                         | 156          | Ferrari           | D    | 5     | 2         | 6      | 2  | 34     | 7 de 8   | 1      |
| 1962 | Graham Hill        | Owen Racing Organisation*                 | P57          | BRM               | D    | 1     | 4         | 6      | 3  | 42     | 9 de 9   | 12     |
| 1963 | Jim Clark          | Team Lotus*                               | 25           | Climax            | D    | 7     | 7         | 9      | 6  | 54     | 7 de 10  | 21     |
| 1964 | John Surtees       | Scuderia Ferrari*                         | 158          | Ferrari           | D    | 2     | 2         | 6      | 2  | 40     | 10 de 10 | 1      |
| 1965 | Jim Clark          | Team Lotus*                               | 33           | Climax            | D    | 6     | 6         | 6      | 6  | 54     | 7 de 10  | 14     |
| 1966 | Jack Brabham       | Brabham Racing Organisation*              | BT19, BT20   | Repco             | G    | 3     | 4         | 5      | 1  | 42     | 7 de 9   | 14     |
| 1967 | Denny Hulme        | Brabham Racing Organisation*              | BT20, BT24   | Repco             | G    | 0     | 2         | 8      | 2  | 51     | 11 de 11 | 5      |
| 1968 | Graham Hill        | Gold Leaf Team Lotus*                     | 49, 49B      | Ford              | F    | 2     | 3         | 6      | 0  | 48     | 12 de 12 | 12     |
| 1969 | Jackie Stewart     | Matra International*                      | MS80         | Ford              | D    | 1     | 6         | 7      | 6  | 63     | 8 de 11  | 26     |
| 1970 | Jochen Rindt       | Gold Leaf Team Lotus*                     | 49C, 72, 72B | Ford              | F    | 3     | 5         | 5      | 1  | 45     | 12 de 13 | 5      |
| 1971 | Jackie Stewart     | Elf Team Tyrrell*                         | 001, 003     | Ford              | G    | 6     | 6         | 7      | 3  | 62     | 8 de 11  | 29     |
| 1972 | Emerson Fittipaldi | John Player Team Lotus*                   | 72D          | Ford              | F    | 3     | 5         | 8      | 0  | 61     | 10 de 12 | 16     |
| 1973 | Jackie Stewart     | Elf Team Tyrrell                          | 005, 006     | Ford              | G    | 3     | 5         | 8      | 1  | 71     | 13 de 15 | 16     |
| 1974 | Emerson Fittipaldi | Marlboro Team Texaco McLaren*             | M23          | Ford              | G    | 2     | 3         | 7      | 0  | 55     | 15 de 15 | 3      |
| 1975 | Niki Lauda         | Scuderia Ferrari*                         | 312 B3, 312T | Ferrari           | G    | 9     | 5         | 8      | 3  | 64.5   | 13 de 14 | 9.5    |
| 1976 | James Hunt         | Marlboro McLaren F1 Team                  | M23          | Ford              | G    | 8     | 6         | 8      | 2  | 69     | 16 de 16 | 1      |
| 1977 | Niki Lauda         | Scuderia Ferrari*                         | 312T2        | Ferrari           | G    | 2     | 3         | 10     | 3  | 75     | 14 de 17 | 17     |
| 1978 | Mario Andretti     | John Player Team Lotus*                   | 79           | Ford              | G    | 8     | 6         | 7      | 4  | 64     | 15 de 16 | 13     |
| 1979 | Jody Scheckter     | Scuderia Ferrari*                         | 312T3, 312T4 | Ferrari           | M    | 1     | 3         | 6      | 2  | 60     | 13 de 15 | 7      |
| 1980 | Alan Jones         | Albilad-Williams Racing Team*             | FW07, FW07B  | Ford              | G    | 3     | 5         | 10     | 4  | 71     | 14 de 14 | 17     |
| 1981 | Nelson Piquet      | Parmalat Racing Team Brabham              | BT49C        | Ford              | M    | 4     | 3         | 7      | 1  | 50     | 15 de 15 | 1      |
| 1982 | Keke Rosberg       | TAG Williams Team*                        | FW07C, FW08  | Ford              | G    | 1     | 1         | 6      | 0  | 44     | 16 de 16 | 5      |
| 1983 | Nelson Piquet      | Fila Sport Brabham                        | BT52, BT52B  | BMW               | M    | 1     | 3         | 8      | 4  | 59     | 15 de 15 | 2      |
| 1984 | Niki Lauda         | Marlboro McLaren International*           | MP4/2        | TAG               | M    | 0     | 5         | 9      | 5  | 72     | 16 de 16 | 0.5    |
| 1985 | Alain Prost        | Marlboro McLaren International*           | MP4/2        | TAG               | G    | 2     | 5         | 11     | 5  | 73     | 14 de 15 | 20     |
| 1986 | Alain Prost        | Marlboro McLaren International            | MP4/2C       | TAG               | G    | 1     | 4         | 11     | 2  | 72     | 16 de 16 | 2      |
| 1987 | Nelson Piquet      | Canon Williams Team*                      | FW11B        | Honda             | G    | 4     | 3         | 11     | 4  | 73     | 15 de 16 | 12     |
| 1988 | Ayrton Senna       | Honda Marlboro McLaren*                   | MP4/4        | Honda             | G    | 13    | 8         | 11     | 3  | 90     | 15 de 16 | 3      |
| 1989 | Alain Prost        | Honda Marlboro McLaren*                   | MP4/5        | Honda             | G    | 2     | 4         | 11     | 5  | 76     | 15 de 16 | 7      |
| 1990 | Ayrton Senna       | Honda Marlboro McLaren*                   | MP4/5B       | Honda             | G    | 10    | 6         | 11     | 2  | 78     | 15 de 16 | 7      |
| 1991 | Ayrton Senna       | Honda Marlboro McLaren*                   | MP4/6        | Honda             | G    | 8     | 7         | 12     | 2  | 96     | 15 de 16 | 24     |
| 1992 | Nigel Mansell      | Canon Williams Renault*                   | FW14B        | Renault           | G    | 14    | 9         | 12     | 8  | 108    | 11 de 16 | 52     |
| 1993 | Alain Prost        | Canon Williams Renault*                   | FW15C        | Renault           | G    | 13    | 7         | 12     | 6  | 99     | 14 de 16 | 26     |
| 1994 | Michael Schumacher | Mild Seven Benetton Ford                  | B194         | Ford              | G    | 6     | 8         | 10     | 8  | 92     | 16 de 16 | 1      |
| 1995 | Michael Schumacher | Mild Seven Benetton Renault*              | B195         | Renault           | G    | 4     | 9         | 11     | 8  | 102    | 15 de 17 | 33     |
| 1996 | Damon Hill         | Rothmans Williams Renault*                | FW18         | Renault           | G    | 9     | 8         | 10     | 5  | 97     | 16 de 16 | 19     |
| 1997 | Jacques Villeneuve | Rothmans Williams Renault*                | FW19         | Renault           | G    | 10    | 7         | 8      | 3  | 81     | 17 de 17 | 39     |
| 1998 | Mika Häkkinen      | West McLaren Mercedes*                    | MP4/13       | Mercedes          | B    | 9     | 8         | 11     | 6  | 100    | 16 de 16 | 14     |
| 1999 | Mika Häkkinen      | West McLaren Mercedes                     | MP4/14       | Mercedes          | B    | 11    | 5         | 10     | 6  | 76     | 16 de 16 | 2      |
| 2000 | Michael Schumacher | Scuderia Ferrari*                         | F1-2000      | Ferrari           | B    | 9     | 9         | 12     | 2  | 108    | 16 de 17 | 19     |
| 2001 | Michael Schumacher | Scuderia Ferrari*                         | F2001        | Ferrari           | B    | 11    | 9         | 14     | 3  | 128    | 13 de 17 | 58     |
| 2002 | Michael Schumacher | Scuderia Ferrari*                         | F2002        | Ferrari           | B    | 7     | 11        | 17     | 7  | 144    | 11 de 18 | 67     |
| 2003 | Michael Schumacher | Scuderia Ferrari*                         | F2003-GA     | Ferrari           | B    | 5     | 6         | 8      | 5  | 97     | 16 de 16 | 2      |
| 2004 | Michael Schumacher | Scuderia Ferrari*                         | F2004        | Ferrari           | B    | 8     | 13        | 15     | 10 | 148    | 14 de 18 | 34     |
| 2005 | Fernando Alonso    | Mild Seven Renault F1 Team*               | R25          | Renault           | M    | 6     | 7         | 15     | 2  | 133    | 17 de 19 | 21     |
| 2006 | Fernando Alonso    | Mild Seven Renault F1 Team*               | R26          | Renault           | M    | 6     | 7         | 14     | 5  | 134    | 18 de 18 | 13     |
| 2007 | Kimi Räikkönen     | Scuderia Ferrari*                         | F2007        | Ferrari           | B    | 3     | 6         | 12     | 6  | 110    | 17 de 17 | 1      |
| 2008 | Lewis Hamilton     | Vodafone McLaren Mercedes                 | MP4-23       | Mercedes          | B    | 7     | 5         | 10     | 1  | 98     | 18 de 18 | 1      |
| 2009 | Jenson Button      | Brawn GP F1 Team*                         | BGP 001      | Mercedes          | B    | 4     | 6         | 9      | 2  | 95     | 16 de 17 | 11     |
| 2010 | Sebastian Vettel   | Red Bull Racing*                          | RB6          | Renault           | B    | 10    | 5         | 10     | 3  | 256    | 19 de 19 | 4      |
| 2011 | Sebastian Vettel   | Red Bull Racing*                          | RB7          | Renault           | P    | 15    | 11        | 17     | 3  | 392    | 15 de 19 | 122    |
| 2012 | Sebastian Vettel   | Red Bull Racing*                          | RB8          | Renault           | P    | 6     | 5         | 10     | 6  | 281    | 20 de 20 | 3      |
| 2013 | Sebastian Vettel   | Infiniti Red Bull Racing*                 | RB9          | Renault           | P    | 9     | 13        | 16     | 7  | 397    | 16 de 19 | 155    |
| 2014 | Lewis Hamilton     | Mercedes AMG Petronas F1 Team*            | W05 Hybrid   | Mercedes          | P    | 7     | 11        | 16     | 7  | 384    | 20 de 20 | 67     |
| 2015 | Lewis Hamilton     | Mercedes AMG Petronas F1 Team*            | W06 Hybrid   | Mercedes          | P    | 11    | 10        | 17     | 6  | 381    | 16 de 19 | 55     |
| 2016 | Nico Rosberg       | Mercedes AMG Petronas F1 Team*            | W07 Hybrid   | Mercedes          | P    | 8     | 9         | 16     | 6  | 385    | 21 de 21 | 5      |
| 2017 | Lewis Hamilton     | Mercedes AMG Petronas Motorsport*         | W08 Hybrid   | Mercedes          | P    | 11    | 9         | 12     | 7  | 363    | 18 de 20 | 46     |
| 2018 | Lewis Hamilton     | Mercedes AMG Petronas Motorsport*         | W09 Hybrid   | Mercedes          | P    | 11    | 11        | 17     | 3  | 408    | 19 de 21 | 88     |
| 2019 | Lewis Hamilton     | Mercedes AMG Petronas Motorsport*         | W10 Hybrid   | Mercedes          | P    | 5     | 11        | 17     | 6  | 413    | 19 de 21 | 87     |
| 2020 | Lewis Hamilton     | Mercedes AMG Petronas Motorsport*         | W11 Hybrid   | Mercedes          | P    | 10    | 11        | 14     | 6  | 347    | 14 de 17 | 124    |
| 2021 | Max Verstappen     | Red Bull Racing Honda                     | RB16B        | Honda             | P    | 10    | 10        | 18     | 6  | 395.5  | 22 de 22 | 8      |
| 2022 | Max Verstappen     | Oracle Red Bull Racing*                   | RB18         | RBPT              | P    | 7     | 15        | 17     | 5  | 454    | 18 de 22 | 146    |
| 2023 | Max Verstappen     | Oracle Red Bull Racing*                   | RB19         | RBPT              | P    | 12    | 19        | 21     | 9  | 575    | 19 de 22 | 290    |
| 2024 | Max Verstappen     | Oracle Red Bull Racing                    | RB20         | RBPT              | P    | 8     | 9         | 14     | 3  | 437    | 22 de 24 | 63     |
| Año  | Piloto             | Escudería                                 | Chasis       | Motor             | Neu. | Poles | Victorias | Podios | VR | Puntos | As.      | Margen |

### Podio histórico
| Año  | Campeón            | Escudería                                  | Subcampeón            | Escudería                           | Tercer lugar          | Escudería                           |
| ---- | ------------------ | ------------------------------------------ | --------------------- | ----------------------------------- | --------------------- | ----------------------------------- |
| 1950 | Giuseppe Farina    | Alfa Romeo SpA                             | Juan Manuel Fangio    | Alfa Romeo SpA                      | Luigi Fagioli         | Alfa Romeo SpA                      |
| 1951 | Juan Manuel Fangio | Alfa Romeo SpA                             | Alberto Ascari        | Scuderia Ferrari                    | José Froilán González | Scuderia Ferrari                    |
| 1952 | Alberto Ascari     | Scuderia Ferrari                           | Giuseppe Farina       | Scuderia Ferrari                    | Piero Taruffi         | Scuderia Ferrari                    |
| 1953 | Alberto Ascari     | Scuderia Ferrari                           | Juan Manuel Fangio    | Officine Alfieri Maserati           | Giuseppe Farina       | Scuderia Ferrari                    |
| 1954 | Juan Manuel Fangio | Officine Alfieri Maserati Mercedes Benz AG | José Froilán González | Scuderia Ferrari                    | Mike Hawthorn         | Scuderia Ferrari                    |
| 1955 | Juan Manuel Fangio | Mercedes Benz AG                           | Stirling Moss         | Mercedes Benz AG                    | Eugenio Castellotti   | Scuderia Ferrari                    |
| 1956 | Juan Manuel Fangio | Scuderia Ferrari                           | Stirling Moss         | Officine Alfieri Maserati           | Peter Collins         | Scuderia Ferrari                    |
| 1957 | Juan Manuel Fangio | Officine Alfieri Maserati                  | Stirling Moss         | Officine Alfieri Maserati Vanwall   | Luigi Musso           | Scuderia Ferrari                    |
| 1958 | Mike Hawthorn      | Scuderia Ferrari                           | Stirling Moss         | Rob Walker Racing Team Vanwall      | Tony Brooks           | Scuderia Ferrari                    |
| 1959 | Jack Brabham       | Cooper Car Company                         | Tony Brooks           | Vanwall                             | Stirling Moss         | Rob Walker Racing Team BRM          |
| 1960 | Jack Brabham       | Cooper Car Company                         | Bruce McLaren         | Cooper Car Company                  | Stirling Moss         | Rob Walker Racing Team              |
| 1961 | Phil Hill          | Scuderia Ferrari                           | Wolfgang von Trips    | Scuderia Ferrari                    | Stirling Moss         | Rob Walker Racing Team              |
| 1962 | Graham Hill        | Owen Racing Organisation                   | Jim Clark             | Team Lotus                          | Bruce McLaren         | Cooper Car Company                  |
| 1963 | Jim Clark          | Team Lotus                                 | Graham Hill           | Owen Racing Organisation            | Richie Ginther        | Owen Racing Organisation            |
| 1964 | John Surtees       | Scuderia Ferrari                           | Graham Hill           | Owen Racing Organisation            | Jim Clark             | Team Lotus                          |
| 1965 | Jim Clark          | Team Lotus                                 | Graham Hill           | Owen Racing Organisation            | Jackie Stewart        | Owen Racing Organisation            |
| 1966 | Jack Brabham       | Brabham Racing Organisation                | John Surtees          | Scuderia Ferrari Cooper Car Company | Jochen Rindt          | Cooper Car Company                  |
| 1967 | Denny Hulme        | Brabham Racing Organisation                | Jack Brabham          | Brabham Racing Organisation         | Jim Clark             | Team Lotus                          |
| 1968 | Graham Hill        | Team Lotus                                 | Jackie Stewart        | Matra International                 | Denny Hulme           | McLaren F1 Team                     |
| 1969 | Jackie Stewart     | Matra International                        | Jacky Ickx            | Brabham Racing Organisation         | Bruce McLaren         | McLaren F1 Team                     |
| 1970 | Jochen Rindt       | Gold Leaf Team Lotus                       | Jacky Ickx            | Scuderia Ferrari SpA SEFAC          | Clay Regazzoni        | Scuderia Ferrari SpA SEFAC          |
| 1971 | Jackie Stewart     | Elf Team Tyrrell                           | Ronnie Peterson       | STP March Racing Team               | François Cevert       | Elf Team Tyrrell                    |
| 1972 | Emerson Fittipaldi | John Player Team Lotus                     | Jackie Stewart        | Elf Team Tyrrell                    | Denny Hulme           | Yardley McLaren F1 Team             |
| 1973 | Jackie Stewart     | Elf Team Tyrrell                           | Emerson Fittipaldi    | John Player Team Lotus              | Ronnie Peterson       | John Player Team Lotus              |
| 1974 | Emerson Fittipaldi | Marlboro Yardley McLaren F1 Team Texaco    | Clay Regazzoni        | Scuderia Ferrari SpA SEFAC          | Jody Scheckter        | Elf Team Tyrrell                    |
| 1975 | Niki Lauda         | Scuderia Ferrari SpA SEFAC                 | Emerson Fittipaldi    | Marlboro McLaren F1 Team            | Carlos Reutemann      | Martini Racing                      |
| 1976 | James Hunt         | Marlboro McLaren F1 Team                   | Niki Lauda            | Scuderia Ferrari                    | Jody Scheckter        | Elf Team Tyrrell                    |
| 1977 | Niki Lauda         | Scuderia Ferrari SpA SEFAC                 | Jody Scheckter        | Walter Wolf Racing                  | Mario Andretti        | John Player Team Lotus              |
| 1978 | Mario Andretti     | John Player Team Lotus                     | Ronnie Peterson       | John Player Team Lotus              | Carlos Reutemann      | Scuderia Ferrari SpA SEFAC          |
| 1979 | Jody Scheckter     | Scuderia Ferrari SpA SEFAC                 | Gilles Villeneuve     | Scuderia Ferrari SpA SEFAC          | Alan Jones            | Albilad-Saudia Williams Racing Team |
| 1980 | Alan Jones         | Albilad Williams Racing Team               | Nelson Piquet         | Parmalat Brabham Racing Team        | Carlos Reutemann      | Albilad Williams Racing Team        |
| 1981 | Nelson Piquet      | Parmalat Brabham Racing Team               | Carlos Reutemann      | Albilad TAG Williams Racing Team    | Alan Jones            | Albilad TAG Williams Racing Team    |
| 1982 | Keke Rosberg       | TAG Williams Racing Team                   | Didier Pironi         | Scuderia Ferrari SpA SEFAC          | John Watson           | Marlboro McLaren International      |
| 1983 | Nelson Piquet      | Fila Sport Brabham                         | Alain Prost           | Equipe Renault Elf                  | René Arnoux           | Scuderia Ferrari SpA SEFAC          |
| 1984 | Niki Lauda         | Marlboro McLaren International             | Alain Prost           | Marlboro McLaren International      | Elio de Angelis       | John Player Team Lotus              |
| 1985 | Alain Prost        | Marlboro McLaren International             | Michele Alboreto      | Scuderia Ferrari                    | Keke Rosberg          | Canon Williams Honda Team           |
| 1986 | Alain Prost        | Marlboro McLaren International             | Nigel Mansell         | Canon Williams Honda Team           | Nelson Piquet         | Canon Williams Honda Team           |
| 1987 | Nelson Piquet      | Canon Williams Honda Team                  | Nigel Mansell         | Canon Williams Honda Team           | Ayrton Senna          | Camel Team Lotus Honda              |
| 1988 | Ayrton Senna       | Honda Marlboro McLaren                     | Alain Prost           | Honda Marlboro McLaren              | Gerhard Berger        | Scuderia Ferrari SpA SEFAC          |
| 1989 | Alain Prost        | Honda Marlboro McLaren                     | Ayrton Senna          | Honda Marlboro McLaren              | Riccardo Patrese      | Canon Williams Team                 |
| 1990 | Ayrton Senna       | Honda Marlboro McLaren                     | Alain Prost           | Scuderia Ferrari SpA                | Nelson Piquet         | Benetton Formula Ltd                |
| 1991 | Ayrton Senna       | Honda Marlboro McLaren                     | Nigel Mansell         | Canon Williams Team                 | Riccardo Patrese      | Canon Williams Team                 |
| 1992 | Nigel Mansell      | Canon Williams Team                        | Riccardo Patrese      | Canon Williams Team                 | Michael Schumacher    | Camel Benetton Ford                 |
| 1993 | Alain Prost        | Canon Williams                             | Ayrton Senna          | Marlboro McLaren                    | Damon Hill            | Canon Williams                      |
| 1994 | Michael Schumacher | Mild Seven Benetton Ford                   | Damon Hill            | Rothmans Williams Renault           | Gerhard Berger        | Scuderia Ferrari                    |
| 1995 | Michael Schumacher | Mild Seven Benetton Renault                | Damon Hill            | Rothmans Williams Renault           | David Coulthard       | Rothmans Williams Renault           |
| 1996 | Damon Hill         | Rothmans Williams Renault                  | Jacques Villeneuve    | Rothmans Williams Renault           | Michael Schumacher    | Scuderia Ferrari                    |
| 1997 | Jacques Villeneuve | Rothmans Williams Renault                  | Heinz-Harald Frentzen | Rothmans Williams Renault           | David Coulthard       | West McLaren Mercedes               |
| 1998 | Mika Häkkinen      | West McLaren Mercedes                      | Michael Schumacher    | Scuderia Ferrari Marlboro           | David Coulthard       | West McLaren Mercedes               |
| 1999 | Mika Häkkinen      | West McLaren Mercedes                      | Eddie Irvine          | Scuderia Ferrari Marlboro           | Heinz-Harald Frentzen | Benson & Hedges Jordan Mugen-Honda  |
| 2000 | Michael Schumacher | Scuderia Ferrari Marlboro                  | Mika Häkkinen         | West McLaren Mercedes               | David Coulthard       | West McLaren Mercedes               |
| 2001 | Michael Schumacher | Scuderia Ferrari Marlboro                  | David Coulthard       | West McLaren Mercedes               | Rubens Barrichello    | Scuderia Ferrari Marlboro           |
| 2002 | Michael Schumacher | Scuderia Ferrari Marlboro                  | Rubens Barrichello    | Scuderia Ferrari Marlboro           | Juan Pablo Montoya    | BMW WilliamsF1 Team                 |
| 2003 | Michael Schumacher | Scuderia Ferrari Marlboro                  | Kimi Räikkönen        | West McLaren Mercedes               | Juan Pablo Montoya    | BMW WilliamsF1 Team                 |
| 2004 | Michael Schumacher | Scuderia Ferrari Marlboro                  | Rubens Barrichello    | Scuderia Ferrari Marlboro           | Jenson Button         | Lucky Strike BAR Honda              |
| 2005 | Fernando Alonso    | Mild Seven Renault F1 Team                 | Kimi Räikkönen        | West McLaren Mercedes               | Michael Schumacher    | Scuderia Ferrari Marlboro           |
| 2006 | Fernando Alonso    | Mild Seven Renault F1 Team                 | Michael Schumacher    | Scuderia Ferrari Marlboro           | Felipe Massa          | Scuderia Ferrari Marlboro           |
| 2007 | Kimi Räikkönen     | Scuderia Ferrari Marlboro                  | Lewis Hamilton        | Vodafone McLaren Mercedes           | Fernando Alonso       | Vodafone McLaren Mercedes           |
| 2008 | Lewis Hamilton     | Vodafone McLaren Mercedes                  | Felipe Massa          | Scuderia Ferrari Marlboro           | Kimi Räikkönen        | Scuderia Ferrari Marlboro           |
| 2009 | Jenson Button      | Brawn GP F1 Team                           | Sebastian Vettel      | Red Bull Racing                     | Rubens Barrichello    | Brawn GP F1 Team                    |
| 2010 | Sebastian Vettel   | Red Bull Racing                            | Fernando Alonso       | Scuderia Ferrari Marlboro           | Mark Webber           | Red Bull Racing                     |
| 2011 | Sebastian Vettel   | Red Bull Racing                            | Jenson Button         | Vodafone McLaren Mercedes           | Mark Webber           | Red Bull Racing                     |
| 2012 | Sebastian Vettel   | Red Bull Racing                            | Fernando Alonso       | Scuderia Ferrari                    | Kimi Räikkönen        | Lotus F1 Team                       |
| 2013 | Sebastian Vettel   | Infiniti Red Bull Racing                   | Fernando Alonso       | Scuderia Ferrari                    | Mark Webber           | Infiniti Red Bull Racing            |
| 2014 | Lewis Hamilton     | Mercedes AMG Petronas F1 Team              | Nico Rosberg          | Mercedes AMG Petronas F1 Team       | Daniel Ricciardo      | Infiniti Red Bull Racing            |
| 2015 | Lewis Hamilton     | Mercedes AMG Petronas F1 Team              | Nico Rosberg          | Mercedes AMG Petronas F1 Team       | Sebastian Vettel      | Scuderia Ferrari                    |
| 2016 | Nico Rosberg       | Mercedes AMG Petronas F1 Team              | Lewis Hamilton        | Mercedes AMG Petronas F1 Team       | Daniel Ricciardo      | Red Bull Racing                     |
| 2017 | Lewis Hamilton     | Mercedes AMG Petronas Motorsport           | Sebastian Vettel      | Scuderia Ferrari                    | Valtteri Bottas       | Mercedes AMG Petronas Motorsport    |
| 2018 | Lewis Hamilton     | Mercedes AMG Petronas F1 Team              | Sebastian Vettel      | Scuderia Ferrari                    | Kimi Räikkönen        | Scuderia Ferrari                    |
| 2019 | Lewis Hamilton     | Mercedes AMG Petronas F1 Team              | Valtteri Bottas       | Mercedes AMG Petronas F1 Team       | Max Verstappen        | Aston Martin Red Bull Racing        |
| 2020 | Lewis Hamilton     | Mercedes AMG Petronas F1 Team              | Valtteri Bottas       | Mercedes AMG Petronas F1 Team       | Max Verstappen        | Aston Martin Red Bull Racing        |
| 2021 | Max Verstappen     | Red Bull Racing Honda                      | Lewis Hamilton        | Mercedes AMG Petronas F1 Team       | Valtteri Bottas       | Mercedes AMG Petronas F1 Team       |
| 2022 | Max Verstappen     | Oracle Red Bull Racing                     | Charles Leclerc       | Scuderia Ferrari                    | Sergio Pérez          | Oracle Red Bull Racing              |
| 2023 | Max Verstappen     | Oracle Red Bull Racing                     | Sergio Pérez          | Oracle Red Bull Racing              | Lewis Hamilton        | Mercedes AMG Petronas F1 Team       |
| 2024 | Max Verstappen     | Oracle Red Bull Racing                     | Lando Norris          | McLaren                             | Charles Leclerc       | Scuderia Ferrari                    |

## Campeonatos por piloto
| Piloto             | Nacionalidad   | Títulos | Temporadas                               |
| ------------------ | -------------- | ------- | ---------------------------------------- |
| Michael Schumacher | Alemania       | 7       | 1994, 1995, 2000, 2001, 2002, 2003, 2004 |
| Lewis Hamilton     | Reino Unido    | 7       | 2008, 2014, 2015, 2017, 2018, 2019, 2020 |
| Juan Manuel Fangio | Argentina      | 5       | 1951, 1954, 1955, 1956, 1957             |
| Alain Prost        | Francia        | 4       | 1985, 1986, 1989, 1993                   |
| Sebastian Vettel   | Alemania       | 4       | 2010, 2011, 2012, 2013                   |
| Max Verstappen     | Países Bajos   | 4       | 2021, 2022, 2023, 2024                   |
| Jack Brabham       | Australia      | 3       | 1959, 1960, 1966                         |
| Jackie Stewart     | Reino Unido    | 3       | 1969, 1971, 1973                         |
| Niki Lauda         | Austria        | 3       | 1975, 1977, 1984                         |
| Nelson Piquet      | Brasil         | 3       | 1981, 1983, 1987                         |
| Ayrton Senna       | Brasil         | 3       | 1988, 1990, 1991                         |
| Alberto Ascari     | Italia         | 2       | 1952, 1953                               |
| Jim Clark          | Reino Unido    | 2       | 1963, 1965                               |
| Graham Hill        | Reino Unido    | 2       | 1962, 1968                               |
| Emerson Fittipaldi | Brasil         | 2       | 1972, 1974                               |
| Mika Häkkinen      | Finlandia      | 2       | 1998, 1999                               |
| Fernando Alonso    | España         | 2       | 2005, 2006                               |
| Giuseppe Farina    | Italia         | 1       | 1950                                     |
| Mike Hawthorn      | Reino Unido    | 1       | 1958                                     |
| Phil Hill          | Estados Unidos | 1       | 1961                                     |
| John Surtees       | Reino Unido    | 1       | 1964                                     |
| Denny Hulme        | Nueva Zelanda  | 1       | 1967                                     |
| Jochen Rindt       | Austria        | 1       | 1970                                     |
| James Hunt         | Reino Unido    | 1       | 1976                                     |
| Mario Andretti     | Estados Unidos | 1       | 1978                                     |
| Jody Scheckter     | Sudáfrica      | 1       | 1979                                     |
| Alan Jones         | Australia      | 1       | 1980                                     |
| Keke Rosberg       | Finlandia      | 1       | 1982                                     |
| Nigel Mansell      | Reino Unido    | 1       | 1992                                     |
| Damon Hill         | Reino Unido    | 1       | 1996                                     |
| Jacques Villeneuve | Canadá         | 1       | 1997                                     |
| Kimi Räikkönen     | Finlandia      | 1       | 2007                                     |
| Jenson Button      | Reino Unido    | 1       | 2009                                     |
| Nico Rosberg       | Alemania       | 1       | 2016                                     |

Negrita: pilotos en activo en la temporada 2024.

## Campeonatos por nacionalidad
| País           | Pilotos | Total |
| -------------- | ------- | ----- |
| Reino Unido    | 10      | 20    |
| Alemania       | 3       | 12    |
| Brasil         | 3       | 8     |
| Argentina      | 1       | 5     |
| Australia      | 2       | 4     |
| Austria        | 2       | 4     |
| Francia        | 1       | 4     |
| Finlandia      | 3       | 4     |
| Países Bajos   | 1       | 4     |
| Italia         | 2       | 3     |
| Estados Unidos | 2       | 2     |
| España         | 1       | 2     |
| Nueva Zelanda  | 1       | 1     |
| Sudáfrica      | 1       | 1     |
| Canadá         | 1       | 1     |

Tabla actualizada tras temporada 2024.

## Récords
- Más campeonatos: Michael Schumacher - 7 (1994-1995, 2000-2004) y Lewis Hamilton (2008, 2014-2015, 2017-2020)
- Más campeonatos consecutivos: Michael Schumacher - 5 (2000-2004)
- Más Grandes Premios Ganados: Lewis Hamilton - 105 victorias
- Más Poles Position: Lewis Hamilton - 104 poles position
- Más Podios: Lewis Hamilton - 202 podios
- Más campeonatos con diferentes escuderías: Juan Manuel Fangio - 4 (1951 con Alfa Romeo, 1955 con Mercedes, 1956 con Ferrari y 1957 con Maserati).[t 8]
- Campeón más joven: Sebastian Vettel - 23 años, 134 días (2010)
- Campeón más viejo: Juan Manuel Fangio - 46 años, 41 días (1957)
- Piloto con más puntos de la historia: Lewis Hamilton - 4258.5 puntos (2022) (el sistema de puntuación y el número de Grandes Premios varía cada año).
- Piloto más joven en debutar en la fórmula 1: Max Verstappen[3] - 17 años, 166 días
- Campeón con más puntos en total : Max Verstappen[3] - 575pts